# Playoffs NBA 1985
Navigation
Édition précédente Édition suivante
Les playoffs NBA 1985 sont les séries éliminatoires (en anglais, playoffs) de la saison NBA 1984-1985.
Les Lakers de Los Angeles battent en finale les Celtics de Boston.

## Qualification pour les playoffs
Dans chaque conférence, les huit meilleures équipes sont qualifiées pour les playoffs au terme de la saison régulière.
| Champion de division | Qualifié pour les playoffs | Éliminé des playoffs |

| Rang | Franchise                | V  | D  | PCT  | R  | Dom | Ext | Div |
| ---- | ------------------------ | -- | -- | ---- | -- | --- | --- | --- |
| 1    | Celtics de Boston        | 63 | 19 | .768 | –  |     |     |     |
| 2    | Bucks de Milwaukee       | 59 | 23 | .720 | 4  |     |     |     |
| 3    | 76ers de Philadelphie    | 58 | 24 | .707 | 5  |     |     |     |
| 4    | Pistons de Détroit       | 46 | 36 | .561 | 17 |     |     |     |
| 5    | Nets du New Jersey       | 42 | 40 | .512 | 21 |     |     |     |
| 6    | Bullets de la Washington | 40 | 42 | .488 | 23 |     |     |     |
| 7    | Bulls de Chicago         | 38 | 44 | .463 | 25 |     |     |     |
| 8    | Cavaliers de Cleveland   | 36 | 46 | .439 | 27 |     |     |     |
|      |                          |    |    |      |    |     |     |     |
| 9    | Hawks d'Atlanta          | 34 | 48 | .415 | 29 |     |     |     |
| 10   | Knicks de New York       | 24 | 58 | .293 | 39 |     |     |     |
| 11   | Pacers de l'Indiana      | 22 | 60 | .268 | 41 |     |     |     |

| Rang | Franchise                 | V  | D  | PCT    | R  | Dom | Ext | Div |
| ---- | ------------------------- | -- | -- | ------ | -- | --- | --- | --- |
| 1    | Lakers de Los Angeles     | 62 | 20 | 75,6 % | –  |     |     |     |
| 2    | Nuggets de Denver         | 52 | 30 | 63,4 % | 10 |     |     |     |
| 3    | Rockets de Houston        | 48 | 34 | 58,5 % | 14 |     |     |     |
| 4    | Mavericks de Dallas       | 44 | 38 | 53,7 % | 18 |     |     |     |
| 5    | Trail Blazers de Portland | 42 | 40 | 51,2 % | 20 |     |     |     |
| 6    | Jazz de l'Utah            | 41 | 41 | 50,0 % | 21 |     |     |     |
| 7    | Spurs de San Antonio      | 41 | 41 | 50,0 % | 21 |     |     |     |
| 8    | Suns de Phoenix           | 36 | 46 | 43,9 % | 26 |     |     |     |
|      |                           |    |    |        |    |     |     |     |
| 9    | SuperSonics de Seattle    | 31 | 51 | 37,8 % | 31 |     |     |     |
| 9    | Clippers de Los Angeles   | 31 | 51 | 37,8 % | 31 |     |     |     |
| 9    | Kings de Kansas City      | 31 | 51 | 37,8 % | 31 |     |     |     |
| 12   | Warriors de Golden State  | 31 | 51 | 37,8 % | 31 |     |     |     |

## Fonctionnement
Au premier tour, l'équipe classée numéro 1 affronte l'équipe classée numéro 8, la numéro 2 la 7, la 3 la 6 et la 4 la 5. En demi-finale de conférence, l'équipe vainqueur de la série entre la numéro 1 et la numéro 8 rencontre l'équipe vainqueur de la série entre la numéro 4 et la numéro 5, et l'équipe vainqueur de la série entre la numéro 2 et la numéro 7 rencontre l'équipe vainqueur de la série entre la numéro 3 et la numéro 6. Les vainqueurs des demi-finales de conférence s'affrontent en finale de conférence. Les deux équipes ayant remporté la finale de leur conférence respective (Est ou Ouest) sont nommées championnes de conférence et se rencontrent ensuite pour une série déterminant le champion NBA.
Chaque série de playoffs se déroule au meilleur des 7 matches, sauf le premier tour qui se joue au meilleur des 5 matches.
Les séries se déroulent de la manière suivante :
| Match | Premier tour    | Conférence (demi-finales et finales) | Finales NBA     |   |                |                |                |
| ----- | --------------- | ------------------------------------ | --------------- | - | -------------- | -------------- | -------------- |
| Match | Premier tour    | Conférence (demi-finales et finales) | Finales NBA     | 1 | Meilleur bilan | Meilleur bilan | Meilleur bilan |
| 2     | Meilleur bilan  | Meilleur bilan                       | Meilleur bilan  |   |                |                |                |
| 3     | Moins bon bilan | Moins bon bilan                      | Moins bon bilan |   |                |                |                |
| 4     | Moins bon bilan | Moins bon bilan                      | Moins bon bilan |   |                |                |                |
| 5     | Meilleur bilan  | Meilleur bilan                       | Meilleur bilan  |   |                |                |                |
| 6     | Série terminée  | Moins bon bilan                      | Moins bon bilan |   |                |                |                |
| 7     | Série terminée  | Meilleur bilan                       | Meilleur bilan  |   |                |                |                |

## Tableau
|  | 1er tour         | 1er tour                  | 1er tour                  |   |                       | Demi-finales de Conférence | Demi-finales de Conférence | Demi-finales de Conférence |  |   | Finales de Conférence | Finales de Conférence | Finales de Conférence |  |    | Finales NBA       | Finales NBA | Finales NBA |
|  |                  |                           |                           |   |                       |                            |                            |                            |  |   |                       |                       |                       |  |    |                   |             |             |
|  | 1                | Celtics de Boston         | 3                         |   |                       |                            |                            |                            |  |   |                       |                       |                       |  |    |                   |             |             |
|  | 8                | Cavaliers de Cleveland    | 1                         |   |                       |                            |                            |                            |  |   |                       |                       |                       |  |    |                   |             |             |
|  | 8                | Cavaliers de Cleveland    | 1                         |   | 1                     | Celtics de Boston          | 4                          |                            |  |   |                       |                       |                       |  |    |                   |             |             |
|  |                  |                           |                           |   | 1                     | Celtics de Boston          | 4                          |                            |  |   |                       |                       |                       |  |    |                   |             |             |
|  |                  | 4                         | Pistons de Détroit        | 2 |                       |                            |                            |                            |  |   |                       |                       |                       |  |    |                   |             |             |
|  | 4                | 4                         | Pistons de Détroit        | 2 | Pistons de Détroit    | 3                          |                            |                            |  |   |                       |                       |                       |  |    |                   |             |             |
|  | 4                |                           |                           |   | Pistons de Détroit    | 3                          |                            |                            |  |   |                       |                       |                       |  |    |                   |             |             |
|  | 5                | Nets du New Jersey        | 0                         |   |                       |                            |                            |                            |  |   |                       |                       |                       |  |    |                   |             |             |
|  | 5                | Nets du New Jersey        | 0                         |   |                       |                            |                            |                            |  | 1 | Celtics de Boston     | 4                     |                       |  |    |                   |             |             |
|  | Conférence Est   |                           |                           |   |                       |                            |                            |                            |  | 1 | Celtics de Boston     | 4                     |                       |  |    |                   |             |             |
|  |                  | 3                         | 76ers de Philadelphie     | 1 |                       |                            |                            |                            |  |   |                       |                       |                       |  |    |                   |             |             |
|  | 3                | 3                         | 76ers de Philadelphie     | 1 | 76ers de Philadelphie | 3                          |                            |                            |  |   |                       |                       |                       |  |    |                   |             |             |
|  | 3                |                           |                           |   | 76ers de Philadelphie | 3                          |                            |                            |  |   |                       |                       |                       |  |    |                   |             |             |
|  | 6                | Bullets de Washington     | 1                         |   |                       |                            |                            |                            |  |   |                       |                       |                       |  |    |                   |             |             |
|  | 6                | Bullets de Washington     | 1                         |   | 3                     | 76ers de Philadelphie      | 4                          |                            |  |   |                       |                       |                       |  |    |                   |             |             |
|  |                  |                           |                           |   | 3                     | 76ers de Philadelphie      | 4                          |                            |  |   |                       |                       |                       |  |    |                   |             |             |
|  |                  | 2                         | Bucks de Milwaukee        | 0 |                       |                            |                            |                            |  |   |                       |                       |                       |  |    |                   |             |             |
|  | 2                | 2                         | Bucks de Milwaukee        | 0 | Bucks de Milwaukee    | 3                          |                            |                            |  |   |                       |                       |                       |  |    |                   |             |             |
|  | 2                |                           |                           |   | Bucks de Milwaukee    | 3                          |                            |                            |  |   |                       |                       |                       |  |    |                   |             |             |
|  | 7                | Bulls de Chicago          | 1                         |   |                       |                            |                            |                            |  |   |                       |                       |                       |  |    |                   |             |             |
|  | 7                | Bulls de Chicago          | 1                         |   |                       |                            |                            |                            |  |   |                       |                       |                       |  | E1 | Celtics de Boston | 2           |             |
|  |                  |                           |                           |   |                       |                            |                            |                            |  |   |                       |                       |                       |  | E1 | Celtics de Boston | 2           |             |
|  |                  | O1                        | Lakers de Los Angeles     | 4 |                       |                            |                            |                            |  |   |                       |                       |                       |  |    |                   |             |             |
|  | 1                | O1                        | Lakers de Los Angeles     | 4 | Lakers de Los Angeles | 3                          |                            |                            |  |   |                       |                       |                       |  |    |                   |             |             |
|  | 1                |                           |                           |   | Lakers de Los Angeles | 3                          |                            |                            |  |   |                       |                       |                       |  |    |                   |             |             |
|  | 8                | Suns de Phoenix           | 0                         |   |                       |                            |                            |                            |  |   |                       |                       |                       |  |    |                   |             |             |
|  | 8                | Suns de Phoenix           | 0                         |   | 1                     | Lakers de Los Angeles      | 4                          |                            |  |   |                       |                       |                       |  |    |                   |             |             |
|  |                  |                           |                           |   | 1                     | Lakers de Los Angeles      | 4                          |                            |  |   |                       |                       |                       |  |    |                   |             |             |
|  |                  | 5                         | Trail Blazers de Portland | 1 |                       |                            |                            |                            |  |   |                       |                       |                       |  |    |                   |             |             |
|  | 4                | 5                         | Trail Blazers de Portland | 1 | Mavericks de Dallas   | 1                          |                            |                            |  |   |                       |                       |                       |  |    |                   |             |             |
|  | 4                |                           |                           |   | Mavericks de Dallas   | 1                          |                            |                            |  |   |                       |                       |                       |  |    |                   |             |             |
|  | 5                | Trail Blazers de Portland | 3                         |   |                       |                            |                            |                            |  |   |                       |                       |                       |  |    |                   |             |             |
|  | 5                | Trail Blazers de Portland | 3                         |   |                       |                            |                            |                            |  | 1 | Lakers de Los Angeles | 4                     |                       |  |    |                   |             |             |
|  | Conférence Ouest |                           |                           |   |                       |                            |                            |                            |  | 1 | Lakers de Los Angeles | 4                     |                       |  |    |                   |             |             |
|  |                  | 2                         | Nuggets de Denver         | 1 |                       |                            |                            |                            |  |   |                       |                       |                       |  |    |                   |             |             |
|  | 3                | 2                         | Nuggets de Denver         | 1 | Rockets de Houston    | 2                          |                            |                            |  |   |                       |                       |                       |  |    |                   |             |             |
|  | 3                |                           |                           |   | Rockets de Houston    | 2                          |                            |                            |  |   |                       |                       |                       |  |    |                   |             |             |
|  | 6                | Jazz de l'Utah            | 3                         |   |                       |                            |                            |                            |  |   |                       |                       |                       |  |    |                   |             |             |
|  | 6                | Jazz de l'Utah            | 3                         |   | 6                     | Jazz de l'Utah             | 1                          |                            |  |   |                       |                       |                       |  |    |                   |             |             |
|  |                  |                           |                           |   | 6                     | Jazz de l'Utah             | 1                          |                            |  |   |                       |                       |                       |  |    |                   |             |             |
|  |                  | 2                         | Nuggets de Denver         | 4 |                       |                            |                            |                            |  |   |                       |                       |                       |  |    |                   |             |             |
|  | 2                | 2                         | Nuggets de Denver         | 4 | Nuggets de Denver     | 3                          |                            |                            |  |   |                       |                       |                       |  |    |                   |             |             |
|  | 2                |                           |                           |   | Nuggets de Denver     | 3                          |                            |                            |  |   |                       |                       |                       |  |    |                   |             |             |
|  | 7                | Spurs de San Antonio      | 2                         |   |                       |                            |                            |                            |  |   |                       |                       |                       |  |    |                   |             |             |

## Scores

### Premier tour

#### Conférence Est
(1) Celtics de Boston vs. (8) Cavaliers de Cleveland: les Celtics gagnent la série 3-1
(2) Bucks de Milwaukee vs. (7) Bulls de Chicago: les Bucks gagnent la série 3-1
(3) 76ers de Philadelphie vs. (6) Bullets de Washington: les 76ers gagnent la série 3-1
(4) Pistons de Détroit vs. (5) Nets du New Jersey: les Pistons gagnent la série 3-0

#### Conférence Ouest
(1) Lakers de Los Angeles vs. (8) Suns de Phoenix: les Lakers gagnent la série 3-0
(2) Nuggets de Denver vs. (7) Spurs de San Antonio: les Nuggets gagnent la série 3-2
(3) Rockets de Houston vs. (6) Jazz de l'Utah: le Jazz gagne la série 3-2
(4) Mavericks de Dallas vs. (5) Trail Blazers de Portland: les Trail Blazers gagnent la série 3-1

### Demi-finales de Conférence

#### Conférence Est
(1) Celtics de Boston vs. (4) Pistons de Détroit: les Celtics gagnent la série 4-2
(2) Bucks de Milwaukee vs. (3) 76ers de Philadelphie: les 76ers gagnent la série 4-0

#### Conférence Ouest
(1) Lakers de Los Angeles vs. (5) Trail Blazers de Portland: les Lakers gagnent la série 4-1
(2) Nuggets de Denver vs. (6) Jazz de l'Utah: les Nuggets gagnent la série 4-1

### Finales de Conférence

#### Conférence Est
(1) Celtics de Boston vs. (3) 76ers de Philadelphie: les Celtics gagnent la série 4-1

#### Conférence Ouest
(1) Lakers de Los Angeles vs. (2) Nuggets de Denver: les Lakers gagnent la série 4-1

### Match 1
| 27 mai 1985 | Rapport | Lakers de Los Angeles 114, Celtics de Boston 148   | Lakers de Los Angeles 114, Celtics de Boston 148 | Lakers de Los Angeles 114, Celtics de Boston 148   |  | Boston Garden, Boston Affluence : 14 890 Arbitres : No. 10 Darell Garretson No. 20 Jess Kersey | CBS |
| 27 mai 1985 | Rapport | Score par quart-temps : 24–38, 25–41, 30–29, 35–40 |                                                  |                                                    |  | Boston Garden, Boston Affluence : 14 890 Arbitres : No. 10 Darell Garretson No. 20 Jess Kersey | CBS |
| 27 mai 1985 | Rapport | James Worthy 20 Kurt Rambis 9 Magic Johnson 12     | Points Rebonds Passes d.                         | McHale, Wedman 26 Kevin McHale 9 Dennis Johnson 10 |  | Boston Garden, Boston Affluence : 14 890 Arbitres : No. 10 Darell Garretson No. 20 Jess Kersey | CBS |
| 27 mai 1985 | Rapport | Boston mène la série 1 à 0                         |                                                  |                                                    |  | Boston Garden, Boston Affluence : 14 890 Arbitres : No. 10 Darell Garretson No. 20 Jess Kersey | CBS |

### Match 2
| 30 mai 1985 | Rapport | Lakers de Los Angeles 109, Celtics de Boston 102               | Lakers de Los Angeles 109, Celtics de Boston 102 | Lakers de Los Angeles 109, Celtics de Boston 102 |  | Boston Garden, Boston Affluence : 14 890 Arbitres : No. 11 Jake O'Donnell No. 9 John Vanak | CBS |
| 30 mai 1985 | Rapport | Score par quart-temps : 31–26, 33–20, 23–29, 22–27             |                                                  |                                                  |  | Boston Garden, Boston Affluence : 14 890 Arbitres : No. 11 Jake O'Donnell No. 9 John Vanak | CBS |
| 30 mai 1985 | Rapport | Kareem Abdul-Jabbar 30 Kareem Abdul-Jabbar 17 Magic Johnson 13 | Points Rebonds Passes d.                         | Larry Bird 30 Larry Bird 12 Dennis Johnson 8     |  | Boston Garden, Boston Affluence : 14 890 Arbitres : No. 11 Jake O'Donnell No. 9 John Vanak | CBS |
| 30 mai 1985 | Rapport | Égalité dans la série 1 à 1                                    |                                                  |                                                  |  | Boston Garden, Boston Affluence : 14 890 Arbitres : No. 11 Jake O'Donnell No. 9 John Vanak | CBS |

### Match 3
| 2 juin 1985 | Rapport | Celtics de Boston 111, Lakers de Los Angeles 136   | Celtics de Boston 111, Lakers de Los Angeles 136 | Celtics de Boston 111, Lakers de Los Angeles 136        |  | Great Western Forum, Inglewood Affluence : 17 505 Arbitres : No. 25 Hugh Evans No. 12 Earl Strom | CBS |
| 2 juin 1985 | Rapport | Score par quart-temps : 29–25, 30–40, 26–35, 26–36 |                                                  |                                                         |  | Great Western Forum, Inglewood Affluence : 17 505 Arbitres : No. 25 Hugh Evans No. 12 Earl Strom | CBS |
| 2 juin 1985 | Rapport | Kevin McHale 31 Kevin McHale 10 Danny Ainge 10     | Points Rebonds Passes d.                         | James Worthy 29 Kareem Abdul-Jabbar 14 Magic Johnson 16 |  | Great Western Forum, Inglewood Affluence : 17 505 Arbitres : No. 25 Hugh Evans No. 12 Earl Strom | CBS |
| 2 juin 1985 | Rapport | Los Angeles mène la série 2 à 1                    |                                                  |                                                         |  | Great Western Forum, Inglewood Affluence : 17 505 Arbitres : No. 25 Hugh Evans No. 12 Earl Strom | CBS |

### Match 4
| 5 juin 1985 | Rapport | Celtics de Boston 107, Lakers de Los Angeles 105   | Celtics de Boston 107, Lakers de Los Angeles 105 | Celtics de Boston 107, Lakers de Los Angeles 105         |  | Great Western Forum, Inglewood Affluence : 17 505 Arbitres : No. 4 Ed T. Rush No. 9 John Vanak | CBS |
| 5 juin 1985 | Rapport | Score par quart-temps : 28–32, 31–26, 23–26, 25–21 |                                                  |                                                          |  | Great Western Forum, Inglewood Affluence : 17 505 Arbitres : No. 4 Ed T. Rush No. 9 John Vanak | CBS |
| 5 juin 1985 | Rapport | Kevin McHale 28 Kevin McHale 12 Dennis Johnson 12  | Points Rebonds Passes d.                         | Kareem Abdul-Jabbar 21 Magic Johnson 11 Magic Johnson 12 |  | Great Western Forum, Inglewood Affluence : 17 505 Arbitres : No. 4 Ed T. Rush No. 9 John Vanak | CBS |
| 5 juin 1985 | Rapport | Égalité dans la série 2 à 2                        |                                                  |                                                          |  | Great Western Forum, Inglewood Affluence : 17 505 Arbitres : No. 4 Ed T. Rush No. 9 John Vanak | CBS |

### Match 5
| 7 juin 1985 | Rapport | Celtics de Boston 111, Lakers de Los Angeles 120   | Celtics de Boston 111, Lakers de Los Angeles 120 | Celtics de Boston 111, Lakers de Los Angeles 120      |  | Great Western Forum, Inglewood Affluence : 17 505 Arbitres : No. 10 Darell Garretson No. 11 Jake O'Donnell | CBS |
| 7 juin 1985 | Rapport | Score par quart-temps : 31–35, 20–29, 30–31, 30–25 |                                                  |                                                       |  | Great Western Forum, Inglewood Affluence : 17 505 Arbitres : No. 10 Darell Garretson No. 11 Jake O'Donnell | CBS |
| 7 juin 1985 | Rapport | Robert Parish 26 Kevin McHale 10 Dennis Johnson 17 | Points Rebonds Passes d.                         | Kareem Abdul-Jabbar 36 Kurt Rambis 9 Magic Johnson 17 |  | Great Western Forum, Inglewood Affluence : 17 505 Arbitres : No. 10 Darell Garretson No. 11 Jake O'Donnell | CBS |
| 7 juin 1985 | Rapport | Los Angeles mène la série 3 à 2                    |                                                  |                                                       |  | Great Western Forum, Inglewood Affluence : 17 505 Arbitres : No. 10 Darell Garretson No. 11 Jake O'Donnell | CBS |

### Match 6
| 7 juin 1985 | Rapport | Lakers de Los Angeles 111, Celtics de Boston 100           | Lakers de Los Angeles 111, Celtics de Boston 100 | Lakers de Los Angeles 111, Celtics de Boston 100 |  | Boston Garden, Boston Affluence : 14 890 Arbitres : No. 25 Hugh Evans No. 12 Earl Strom | CBS |
| 7 juin 1985 | Rapport | Score par quart-temps : 28–26, 27–29, 27–18, 29–27         |                                                  |                                                  |  | Boston Garden, Boston Affluence : 14 890 Arbitres : No. 25 Hugh Evans No. 12 Earl Strom | CBS |
| 7 juin 1985 | Rapport | Kareem Abdul-Jabbar 29 Johnson, Rambis 10 Magic Johnson 14 | Points Rebonds Passes d.                         | Kevin McHale 32 Kevin McHale 16 Danny Ainge 11   |  | Boston Garden, Boston Affluence : 14 890 Arbitres : No. 25 Hugh Evans No. 12 Earl Strom | CBS |
| 7 juin 1985 | Rapport | Los Angeles gagne la série 4 à 2                           |                                                  |                                                  |  | Boston Garden, Boston Affluence : 14 890 Arbitres : No. 25 Hugh Evans No. 12 Earl Strom | CBS |